# 彭梓亨
彭梓亨（Pang Chi Hang，1993年9月3日－），生於澳門，澳門足球運動員，司職前鋒，現時效力澳門甲組足球聯賽球會澳科鄒北記。

## 球員生涯
彭梓亨生於澳門，始於小學三年級彭梓亨放學後會隨身為足球員的爸爸到街場踼足球，所以順理成章他便開始接觸了足球，亦加入了當時就讀學校的足球隊，加入後便隨吳兆恆老師，直至一年後在他推薦下加入由莫國成執教的學界足球隊，雖然家人給予很大的自由度，但當彭梓亨加入學界代表隊後，因同時要面對學業壓力，在中學時期大約有兩、三年開始減少參與代表隊的訓練，其後於中學時便受爸爸影響加盟勵馳與吳兆恆成為隊友，參加丙組賽事。至後來幫助球隊成功升級至乙組後，彭梓亨自覺應該要累積更多經驗，於是便毅然決定投奔至甲組的賽事，但當時決定離開自己第一支球隊勵馳，後來先後叨叨踢過幾支不同球隊，到2014年能夠再回勵馳爭取更多的出場機會。
在2014年球季在當屆的明星選舉中榮膺最佳本地球員、最佳23歲以下青年球員及最佳11人足球明星，除了成為澳門足球耀眼的新星，亦迅即受到外界注目，於2017年球季加入澳門賓菲加體育會，並在1月13日以3–0擊敗警察的聯賽取得加盟後首個入球，最終當季即幫助球隊奪得聯賽和足總盃冠軍，至季尾經過各支球隊、體記協和網上投票後以高票奪得澳門足球先生、最佳本地球員以及最佳11人成為三料足球先生，於2017年中在澳門大學傳播系畢業後，本可以投身傳媒工作當個體育記者，然後繼續在澳門踢足球，不過由於同輩隊友的梁嘉恆成功登陸港超，令彭梓亨萌生外闖之心到港超聯球會元朗跟操。然而香港足總在2017/18球季球員註冊窗開始後，實施本地球員身份新介定方式以入選香港代表隊資格為界限，就令有香港身份證，但已代表過澳門代表隊踢國際賽的彭梓亨只能在港超聯以亞援身份註冊，這也令其登陸港超的難度增加。最後選擇留在澳門賓菲加發展，並協助球會出戰2018年亞洲足協盃賽事。
2019年1月14日，彭梓亨宣佈從聯賽五連霸得主賓菲加，轉投至去屆奪聯賽亞軍及足總盃冠軍的競爭對手澳科鄒北記。彭梓亨直言新賽季將全力為澳科鄒北記爭奪首個甲組聯賽冠軍。 2019年7月23日，鄒北記亦提早兩輪比賽稱霸，捧走他們創會十一年以來的首個甲組冠軍。彭梓亨坦言今年打得還可以，特別是半季後有前鋒受傷，自己受命轉去打正前鋒。

## 國際賽生涯
2014年7月23日，澳門在2015年東亞足球錦標賽與北馬里亞納群島對賽，彭梓亨在早段先開紀錄，可惜最後澳門以1-2戰敗。

## 生活
彭梓亨由學界賽年代就開始與一起長大的哥哥亦經常在球場上碰頭而他，受爸爸影響喜歡利物浦相反哥哥就只會欣賞某幾位球員所以每次有比賽大家都會一起交流每場賽事。
放棄了到港超的職業球員之路，彭梓亨繼續當業餘球員之外，亦選擇了體育記者這份工作作為正職。擔當足球相關工作一直也是彭梓亨的未來發展方向，故此他也打算考教練牌。

## 榮譽
球會
- 澳門足總盃冠軍（2017年）
- 澳門甲組足球聯賽冠軍（2017、2018和2019年）[7]

個人
- 澳門足球明星選舉 澳門足球先生（2017年）
- 澳門足球明星選舉 最佳十一人（2014、2017和2018年）[7]
- 澳門足球明星選舉 最佳本地球員（2014、2017和2018年）[7]
- 澳門足球明星選舉 最佳23歲以下青年球員（2014年）
- 澳門傑出運動員（2017年）[8]

## 外部連結
- 香港足球總會註冊球員資料 （页面存档备份，存于）